# ۱۹۷۸

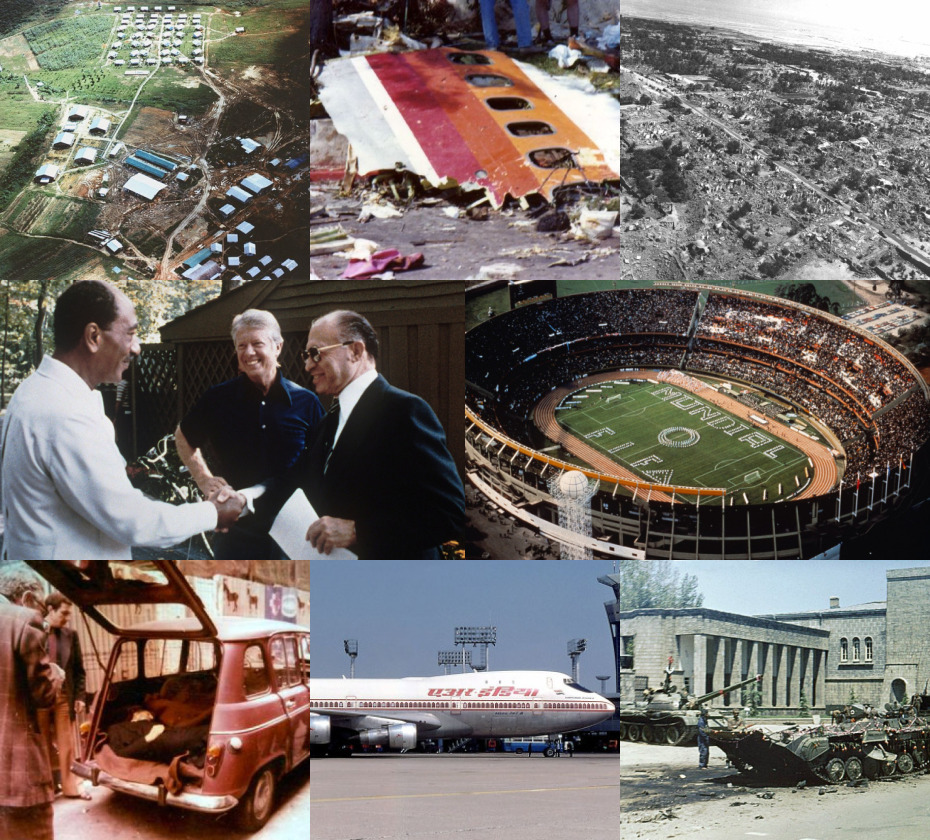

سال ۱۹۷۸ (هزار و نهصد و هفتاد و هشت) میلادی، یکی از سالهای دهه ۱۹۷۰ در سده ۲۰ میلادی بود. بر اساس تقویم گریگوری سال مذکور یک سال عادی با ۳۶۵ روز بود. در تقویم هجری شمسی سال ۱۹۷۸ از دی ۱۳۵۶ شروع شد و در دیماه ۱۳۵۷ خاتمه یافت. 

## نامگذاری‌ها
در تقویم چینی این سال سال اسب نام گرفته است. 

## زادروزها
- ۳۱ ژانویه – فابین کابایرو، بازیکن فوتبال اهل آرژانتین
- ۱۲ مه – خسوس مانسانو، دوچرخه‌سوار اهل اسپانیا
- ۱ سپتامبر – روبن لوباتو، دوچرخه‌سوار اهل اسپانیا
- ۳۱ دسامبر - جانی سینز، تهیه کننده و بازیگر پورنوگرافی آمریکایی

## درگذشت‌ها
- ۲۶ ژانویه – لئو گن، بازیگر بریتانیایی (ز. ۱۹۰۵)
- ۲۹ ژانویه – تیم مک‌کوی، بازیگر آمریکایی (ز. ۱۸۹۱)
- ۱۸ فوریه
  - جوزپه سانتیا، دوچرخه‌سوار اهل ایتالیا (ز. ۱۸۸۶)
  - مگی مک‌نامارا، بازیگر و مدل آمریکایی (ز. ۱۹۲۸)
- ۱۲ مارس – جان کازال، بازیگر آمریکایی (ز. ۱۹۳۵)
- ۹ آوریل – مایکل ویلسون (نویسنده)، فیلمنامه‌نویس آمریکایی (ز. ۱۹۱۴)
- ۲۱ آوریل – سندی دنی، خواننده-ترانه‌سرا، خواننده، و ترانه‌سرا بریتانیایی (ز. ۱۹۴۷)
- ۲۷ آوریل – جان دوئگ، بازیکن تنیس آمریکایی (ز. ۱۹۰۸)
- ۶ مه – اتلدا بلیبتری، شناگر و ورزشکار آمریکایی (ز. ۱۹۰۲)
- ۹ مه – آلدو مورو، سیاست‌مدار ایتالیایی (ز. ۱۹۱۶)
- ۷ ژوئن – رونالد نوریش، شیمی‌دان بریتانیایی (ز. ۱۸۹۷)
- ۲۰ ژوئن – مارک رابسون، تدوینگر، تهیه‌کننده، و کارگردان کانادایی (ز. ۱۹۱۳)
- ۲۵ ژوئن – بری براون (هنرپیشه)، بازیگر آمریکایی (ز. ۱۹۵۱)
- ۲۹ ژوئن – باب کرین، بازیگر آمریکایی (ز. ۱۹۲۸)
- ۱۶ ژوئیه – هاوارد استابروک، تهیه‌کننده، فیلمنامه‌نویس، بازیگر، و کارگردان آمریکایی (ز. ۱۸۸۴)
- ۱۶ اوت – جین آکر، بازیگر آمریکایی (ز. ۱۸۹۳)
- ۲۲ اوت – جومو کنیاتا، سیاست‌مدار اهل کنیا (ز. ۱۸۹۴)
- ۲۶ اوت – شارل بوآیه، بازیگر فرانسوی (ز. ۱۸۹۹)
- ۷ سپتامبر – کیث مون، درامر بریتانیایی (ز. ۱۹۴۶)
- ۱۲ سپتامبر – فرانک فرگوسن، بازیگر آمریکایی (ز. ۱۸۹۹)
- ۲۶ سپتامبر – کارل مان گیورگ سیگبن، فیزیک‌دان سوئدی (ز. ۱۸۸۶)
- ۲۸ سپتامبر – ژان پل یکم، کشیش و نویسنده ایتالیایی (ز. ۱۹۱۲)
- ۳۰ سپتامبر – ادگار برگن، بازیگر آمریکایی (ز. ۱۹۰۳)
- ۹ اکتبر – ژاک برل، خواننده-ترانه‌سرا، شاعر، آهنگساز، بازیگر، کارگردان، و خواننده بلژیکی (ز. ۱۹۲۹)
- ۱۶ اکتبر – دن دیلی، بازیگر آمریکایی (ز. ۱۹۱۵)
- ۱۹ اکتبر – گیگ یانگ، بازیگر آمریکایی (ز. ۱۹۱۳)
- ۳۰ اکتبر – والاس مک دونالد، بازیگر و تهیه‌کننده کانادایی (ز. ۱۸۹۱)
- ۴ نوامبر – آلفرد آلبینی، معمار اهل اتریش-مجارستان (ز. ۱۸۹۶)
- ۷ نوامبر – جین تونی، ورزشکار و بوکسور آمریکایی (ز. ۱۸۹۷)
- ۲۸ نوامبر – آندره مورل، بازیگر بریتانیایی (ز. ۱۹۰۹)
- ۸ دسامبر – گلدا مایر، سیاست‌مدار و دیپلمات اسرائیلی (ز. ۱۸۹۸)
- ۱۲ دسامبر – فای کامپتون، بازیگر بریتانیایی (ز. ۱۸۹۴)
- ۲۷ دسامبر – هواری بومدین، سیاست‌مدار اهل الجزیره (ز. ۱۹۳۲)

### ژانویه
- ۱۴ ژانویه - کورت گودل ریاضی‌دان، منطق‌دان و فیلسوف اتریشی (زاده ۱۹۰۶)

### مارس
- ۳ مارس - گئورگ مورگنستیرنه زبان‌شناس نروژی و استاد دانشگاه اسلو (زاده ۱۸۹۲)
- ۱۱ مارس - کلود فرانسوا خواننده فرانسوی (زاده ۱۹۳۹)
- ۱۲ مارس - جان کزال بازیگر فیلم و تئاتر آمریکایی (زاده ۱۹۳۵)

### آوریل
- ۲۷ آوریل - محمد داوودخان، مؤسس دولت جمهوری و اولین رئیس جمهور افغانستان  (زاده ۱۹۰۹)

### مه
- ۱ مه - آرام خاچاتوریان آهنگ‌ساز ارمنی اهل شوروی (زاده ۱۹۰۳)
- ۹ مه - آلدو مورو نخست وزیر ایتالیا (زاده ۱۹۱۶)

### ژوئن
- ۲ ژوئن - سانتیاگو برنابئو یسته بازیکن باشگاه رئال مادرید (زاده ۱۸۹۵)

### ژوئیه
- ۷ ژوئیه - هانری کوربن فیلسوف، شرق‌شناس، ایران‌شناس و اسلام‌شناس و شیعه‌شناس فرانسوی (زاده ۱۹۰۳)

### اوت
- ۶ اوت - پل ششم پاپ کلیسای کاتولیک رم (زاده ۱۸۹۷)
- ۲۲ اوت - اینیاتسیو سیلونه نویسنده ایتالیایی (زاده ۱۹۰۰)
- ۲۶ آگوست - چارلز بویر بازیگر فرانسوی(زاده ۱۸۹۹)

### سپتامبر
- ۱۵ سپتامبر- ویلیام امیل مسراشمیت طراح هواپیمای آلمانی (زاده ۱۸۹۸)
- ۱۹ سپتامبر - اتین ژیلسون مورخ و فیلسوف فرانسوی (زاده ۱۸۸۴)
- ۲۶ سپتامبر- کارل مان گیورگ سیگبن فیزیک‌دان سوئدی(زاده ۱۸۸۶)
- ۲۸ سپتامبر - میرجلال پاشایف نویسنده و منتقد ادبی ایرانی-آذربایجانی (زاده ۱۹۰۸)
- ۲۸ سپتامبر - ژان پل اول پاپ و رهبر کلیسای کاتولیک (زاده ۱۹۱۲)

### اکتبر
- ۹ اکتبر- ژاک برل خواننده، نویسنده و بازیگر و کارگردان بلژیکی فرانسه‌زبان (زاده ۱۹۲۹)

### نوامبر
- ۸ نوامبر - نورمن راکول نقاش و تصویرگر آمریکایی(زاده ۱۸۹۴)

### دسامبر
- ۸ دسامبر - گلدا مایر سیاست‌مدار و نخست وزیر اسرائیل (زاده ۱۸۹۸)
- ۱۱ دسامبر - ونسانت دو وینیو زیست‌شیمی‌دان آمریکایی (زاده ۱۹۰۱)
- ۱۲ دسامبر - فرانتس بکه ژنرال و دندانپزشک آلمانی(زاده ۱۸۹۸)
- ۲۶ دسامبر - مصطفی اسماعیل قاری قرآن مصری(زاده ۱۹۰۵)
- ۲۷ دسامبر - هواری بومدین رهبر الجزایر (زاده ۱۹۳۲)